# Portik
Portik (latinski: porticus) je ulazni trijem koji vodi do vrata u zgradu, ili natkriveni prolaz sa stupovima - arkada. Portik se prvi put pojavio u antičkoj Grčkoj kao pronaos na ulazu u hram. Riječ pronaos na grčkom znači prije hrama. 
Neki od najpoznatijih portika su portik rimskog Pantheona, portik londonskog Univerziteta i portik washingtonskog Capitola.
Bologna u Italiji je poznata po svojim elegantnim i brojnim porticima (arkadama), ukupne dužine od 38 km u gradskoj jezgri(preko 45 km u cijelom gradu), koje omogućuju šetaču zaklon od kiše, snijega, ili vrućeg ljetnog sunca. Portiko San Luka, jedan je od najdužih na svijetu (3,5 km, 666 arkada) povezuje Porta Saragozza (jedna od 12 gradskih vrata)  sa Svetištem San Luca, na Colle della Guardia (brežuljak iznad grada na 289 m.)
I Torino (Italija), ima portike po gradu u dužini 18 kilometara.